# Chauffailles
Chauffailles est une commune française située dans le département de Saône-et-Loire, en région Bourgogne-Franche-Comté. Elle est le chef-lieu d'un canton, à l'intérieur de l'arrondissement de Charolles.

## Géographie

### Localisation
Chauffailles fait partie du Brionnais, petite région aujourd'hui intégrée au Pays Charolais Brionnais.

### Situation
La ville se situe dans la vallée du Botoret, au pied des montagnes du Beaujolais.
Chauffailles est une ville de contact entre la montagne beaujolaise et le pays de basses collines de l'Est roannais (comme l'est le bourg de La Clayette un peu plus au nord entre cette même montagne et le Brionnais).
Les trois quarts de l'assez vaste territoire de la commune s'étendent  cependant sur la partie haute de la région, montueuse et boisée, qui confine aux communes d'Anglure-sous-Dun, de Saint-Germain-la-Montagne et Belmont-de-la-Loire (ces deux dernières appartenant au département voisin de la Loire). Cet espace communal qui appartient aux marges du haut-Beaujolais se cantonne pourtant dans des altitudes relativement modestes, le point culminant n'atteignant que 653 mètres, et son taux de boisement, quoique non négligeable, est nettement inférieur à celui qu'on rencontre plus haut à l'est (695 ha en forêt, soit 30 % ; cf Belleroche : 63 %).
L'axe du territoire communal est représenté par la haute vallée de la rivière du Botoret qui garde depuis sa source près de Belleroche (Loire) et jusqu'à Chauffailles une direction sud-est - nord-ouest pour obliquer en aval vers le sud-ouest. Mais sa direction est dans l'ensemble conséquente c'est-à-dire conforme à l'inclinaison  générale est-ouest de la topographie régionale.
Sur le quart ouest de la commune de Chauffailles, soit sur 5 km2 environ, s'étend en deçà du mont des Lards (587 m d'altitude) et du Montchéry, un paysage dont l'aspect s'oppose en tous points à celui montueux et boisé des collines : l'altitude y est plus modeste, souvent inférieure à 400 mètres, et l'aspect celui d'une campagne plus ouverte. Le Botoret sert ici de limite sud à la commune. et c'est près de ses rives que s'étale sur des terrains subhorizonaux la large zone d'activités artisanales et commerciales créée il y a quelques décennies.
L'agglomération de Chauffailles s'est établie au contact des deux parties ci-dessus différenciées de la commune sur un plan incliné en pente douce au nord-est du Botoret, le quartier du Foulon ouvrant sur la partie haute, Vitron donnant accès à la partie basse, les constructions débordant à peine et depuis une date récente sur la rive gauche de la rivière.  La ville de Chauffailles - plus de 2 000 habitants agglomérés faisant de Chauffailles authentiquement une commune urbaine - rassemble aujourd'hui un peu moins de 4 000 habitants après en avoir compté près de 5 000 il y a quarante ans. Il est à remarquer pourtant que le début de ce déclin démographique est plus récent et son résultat moins accentué que dans le cas de deux unités urbaines voisines (situées toutes deux à 16 km de Chauffailles), Cours dans le Rhône et Charlieu dans la Loire dont la population, il fut un temps, surclassait nettement celle de Chauffailles excédant largement les 5 000 habitants et même les 6 000 dans le premier cas. En revanche ce déclin démographique s'est poursuivi jusqu'à aujourd'hui.
Le peuplement de Chauffailles caractérise donc un espace authentiquement urbain dont témoigne sa densité kilométrique : 171 hab./km2, à mettre en rapport avec celle des communes rurales voisines (24 hab./km2 à Anglure-sous-Dun, 19 à Saint-Germain-la-Montagne).

### Hydrographie
Le territoire communal est situé dans haute vallée du Botoret, qui entre dans la commune un peu au-dessus du lieu-dit Villon vers 440 m d'altitude pour en sortir à la limite de la commune de Tancon vers 355 m, la pente du cours d'eau restant ainsi relativement forte dans cet espace. Le débit du Botoret (tel qu'observé en juillet 2005) est de 74,60 litres par seconde, l'étiage quinquennal ayant été mesuré à 28 l/s.

### Climat
Pour des articles plus généraux, voir Climat de la Bourgogne-Franche-Comté et Climat de Saône-et-Loire.
En 2010, le climat de la commune est de type climat océanique dégradé des plaines du Centre et du Nord, selon une étude du Centre national de la recherche scientifique s'appuyant sur une série de données couvrant la période 1971-2000. En 2020, Météo-France publie une typologie des climats de la France métropolitaine dans laquelle la commune est exposée à un climat de montagne ou de marges de montagne et est dans la région climatique Centre et contreforts nord du Massif Central, caractérisée par un air sec en été et un bon ensoleillement.
Pour la période 1971-2000, la température annuelle moyenne est de 10,6 °C, avec une amplitude thermique annuelle de 16,5 °C. Le cumul annuel moyen de précipitations est de 961 mm, avec 12,5 jours de précipitations en janvier et 8,2 jours en juillet. Pour la période 1991-2020, la température moyenne annuelle observée sur la station météorologique de Météo-France la plus proche, « Charlieu », sur la commune de Charlieu à 14 km à vol d'oiseau, est de 11,6 °C et le cumul annuel moyen de précipitations est de 769,3 mm. 
La température maximale relevée sur cette station est de 41 °C, atteinte le 24 juillet 2019 ; la température minimale est de −16 °C, atteinte le 13 janvier 2003,,.
Les paramètres climatiques de la commune ont été estimés pour le milieu du siècle (2041-2070) selon différents scénarios d'émission de gaz à effet de serre à partir des nouvelles projections climatiques de référence DRIAS-2020. Ils sont consultables sur un site dédié publié par Météo-France en novembre 2022.

### Accès et transports
Le couloir étroit que constitue la haute vallée du Botoret livre passage à deux voies de communication dont l'importance outrepasse l'intérêt local et même régional pour ce qui est de la voie ferrée. C'est en effet par ce sillon que se glisse, après avoir remonté dans le département voisin du Rhône la profonde vallée de l'Azergues, la ligne ferroviaire dite de Paray-le-Monial à Givors-Canal reliant, avec force viaducs et tunnels, Lyon à Paray-le-Monial et au-delà à Moulins, Nevers et Paris. La ville de Chauffailles se trouve donc mise en relation aisée avec le Grand Lyon dont l'aire d'influence éclipse ici totalement celle de la capitale régionale Dijon ; la gare de Chauffailles voit ainsi passer quotidiennement plusieurs convois ferroviaires dont le rôle aboutit à désenclaver notablement la petite cité.
Pratiquement aussi avantageuses que la voie ferroviaire, vu la primauté actuelle du transport automobile, les routes départementales (RD 985 et RD 83 en Saône-et-Loire) à forte circulation mettent en relation Roanne et Villefranche-sur-Saône par la vallée du Sornin et Charlieu en deçà de Chauffailles puis au-delà par le col des Écharmeaux, Beaujeu et la vallée de l'Ardières. Le transit routier qu'occasionne cet itinéraire étant donné l'intérêt économique qu'il représente bénéficierait de l'achèvement du contournement de la ville, qui n'a pu être mené à bien jusqu'ici et dont tirerait avantage aussi d'ailleurs la petite agglomération en décongestionnant son artère centrale.
Prisonnière, en amont de Chauffailles, de l'étroitesse de la vallée du Botoret la voie routière se libère à partir du quartier de Vitron, la topographie s'aplanissant à l'ouest de la ville : deux itinéraires divergents peuvent alors être empruntés, l'un précédemment évoqué vers Charlieu par la départementale 83, l'autre en direction de La Clayette par la départementale 985. Signalons enfin que Chauffailles constitue également un petit nœud routier à l'échelle locale, des routes reliant directement le chef-lieu de canton à l'est à Châteauneuf et Saint-Maurice, au nord à Mussy-sous-Dun et à Anglure-sous-Dun, à l'est à Saint-Germain-la-Montagne et au sud à Belmont-de-la-Loire, ces deux dernières localités appartenant au département voisin mais sur lesquelles s'exerce l'influence commerciale de Chauffailles ; cette influence s'étend, notons-le au passage, grâce au  marché hebdomadaire du vendredi, bien au-delà de ces communes jusque vers Propières dans la montagne beaujolaise et même, par le col facilement franchissable des Écharmeaux, jusqu'à Lamure-sur-Azergues.
Sa liaison avec le col des Écharmeaux place la commune à la jonction de plusieurs voies de communication entre l'axe Saône-Rhône, la vallée de la Loire et le Bassin parisien. La Clayette se trouve à 13 km, Charlieu à 17 km, Beaujeu à 30 km, Roanne à 35 km, Paray-le-Monial à 41 km, Mâcon à 65 km, Lyon à 83 km et Paris à 400 km.
La Route Buissonnière entre Fontainebleau et Lyon traverse la commune par la RD 985 (ex-RN 485).
- En automobile : par la RD 985.
- En train : par les lignes TER Tours/Nevers/Moulins/Paray-le-Monial/Lyon-Part-Dieu ou Lyon-Perrache/Paray-le-Monial/Montchanin.
- En car : par la ligne 17 Paray-le-Monial - Chauffailles du réseau Buscéphale (autocars départementaux de Saône-et-Loire).

## Urbanisme

### Typologie
Au 1er janvier 2024, Chauffailles est catégorisée bourg rural, selon la nouvelle grille communale de densité à sept niveaux définie par l'Insee en 2022.
Elle appartient à l'unité urbaine de Chauffailles, une agglomération inter-régionale regroupant cinq  communes, dont elle est ville-centre,,. Par ailleurs la commune fait partie de l'aire d'attraction de Chauffailles, dont elle est la commune-centre,. Cette aire, qui regroupe 9 communes, est catégorisée dans les aires de moins de 50 000 habitants,.

### Occupation des sols
L'occupation des sols de la commune, telle qu'elle ressort de la base de données européenne d’occupation biophysique des sols Corine Land Cover (CLC), est marquée par l'importance des territoires agricoles (55,4 % en 2018), en diminution par rapport à 1990 (60,3 %). La répartition détaillée en 2018 est la suivante : prairies (33 %), forêts (30,8 %), zones agricoles hétérogènes (22,3 %), zones urbanisées (13,8 %). L'évolution de l’occupation des sols de la commune et de ses infrastructures peut être observée sur les différentes représentations cartographiques du territoire : la carte de Cassini (XVIIIe siècle), la carte d'état-major (1820-1866) et les cartes ou photos aériennes de l'IGN pour la période actuelle (1950 à aujourd'hui).

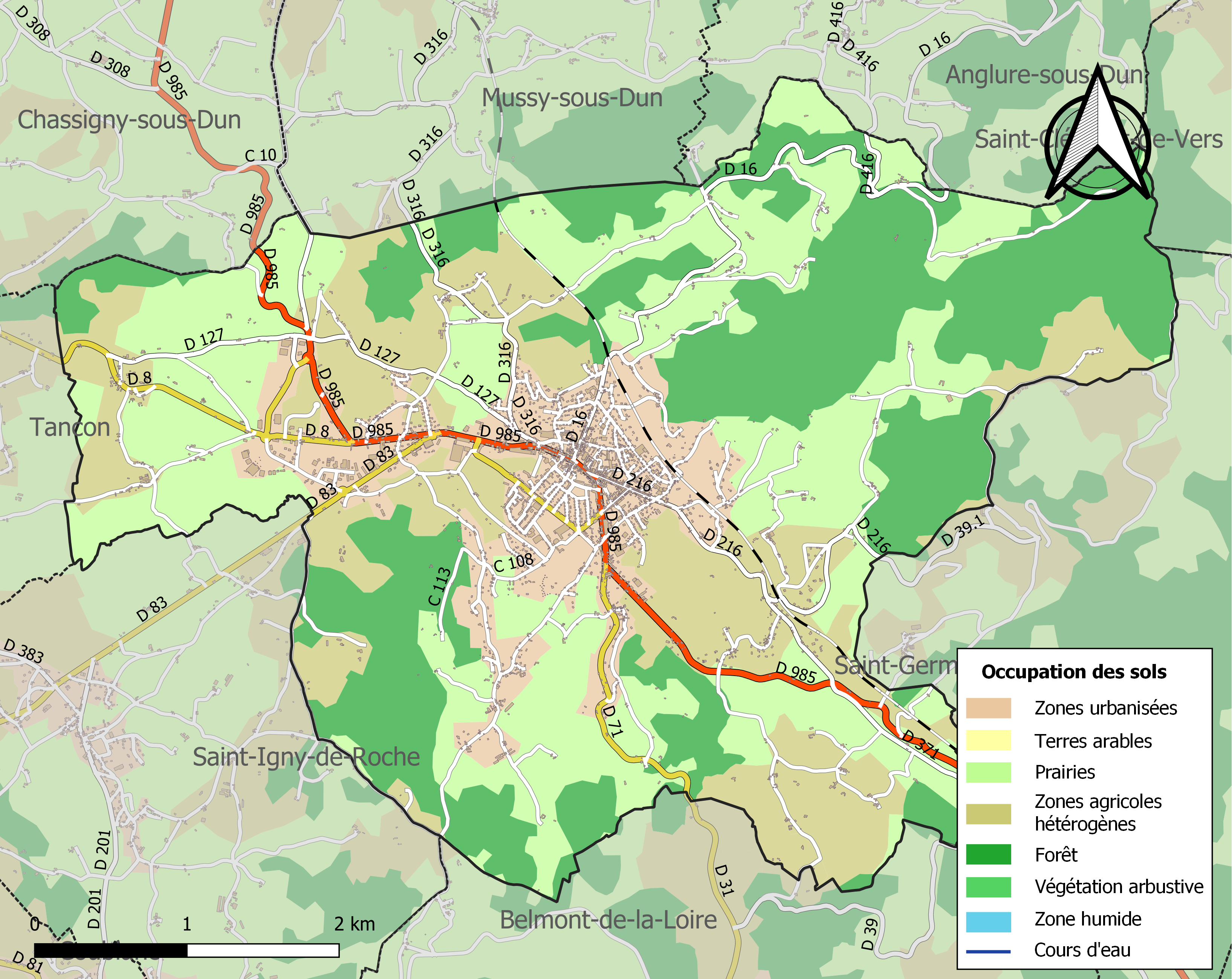
Carte des infrastructures et de l'occupation des sols de la commune en 2018 (CLC).

## Histoire
Plusieurs indices archéologiques laissent supposer l'existence, dès les débuts de l'ère chrétienne, d'une localité située le long de la voie romaine reliant Augustodunum (Autun) et Lugdunum (Lyon).
En bonne place sur l'axe Charlieu-Beaujeu, il a dû bénéficier de l'expansion des échanges sur le Grand Chemin de Saint-Haon à Belleville, qui fut la principale voie de liaison entre Saône et Loire jusqu'au début du XVe siècle. C'est à cette époque que Jean d'Amanzé, devenu seigneur du lieu par mariage, y fit construire le château de Chauffailles. Une église fut élevée en même temps à la place de l'ancienne chapelle, mais elle fut détruite au XIXe siècle.
1628 : Claude d'Amanzé fait bâtir une chapelle à Montchery, avec logement pour un ermite, Antoine Montillet.
Si dès 1740 apparaît une activité de filature et de filage du coton et du chanvre, l'industrie textile se développe réellement à partir de 1842, grâce au curé Lambert qui fait venir de Lyon des métiers à tisser la soie. Cette activité restera importante à Chauffailles, qui se reconvertira dans le coton et les fibres synthétiques lors du déclin de l'industrie de la soie.

### Les Hospitaliers
Ventrigny, ce village est une ancienne seigneurie de l'ordre de Saint-Jean de Jérusalem, membre de la commanderie de Mâcon au grand prieuré d'Auvergne.

## Toponymie

Dessin du bouclier d'une unité taïfale, d'après le Notitia Dignitatum.

Dans les premières décennies du Ve siècle, selon une conjecture toponymique devenue classique, quoique discutée, la future Chauffailles (Choffalli dans un acte de 1311) aurait été une Taifalia, concédée pour leur cantonnement à un contingent de Taïfales : ces barbares relativement mal connus, d'origine probablement non germanique quoique liés aux Goths, mais à rapprocher plutôt des Sarmates et des Alains, se sont en effet installés en plusieurs lieux de Gaule au cours de cette période.
C'est autour d'une chapelle dédiée à l'apôtre André, au bord de la voie romaine, que le village s'est développé. Il s'appellera ainsi Saint-André-sous-Dun jusqu'à l'apparition du toponyme Chauffailles (d'abord orthographié Chofaye), en 1274, ce nom proviendrait d'un incendie qui a ravagé le village en 1254.

## Politique et administration

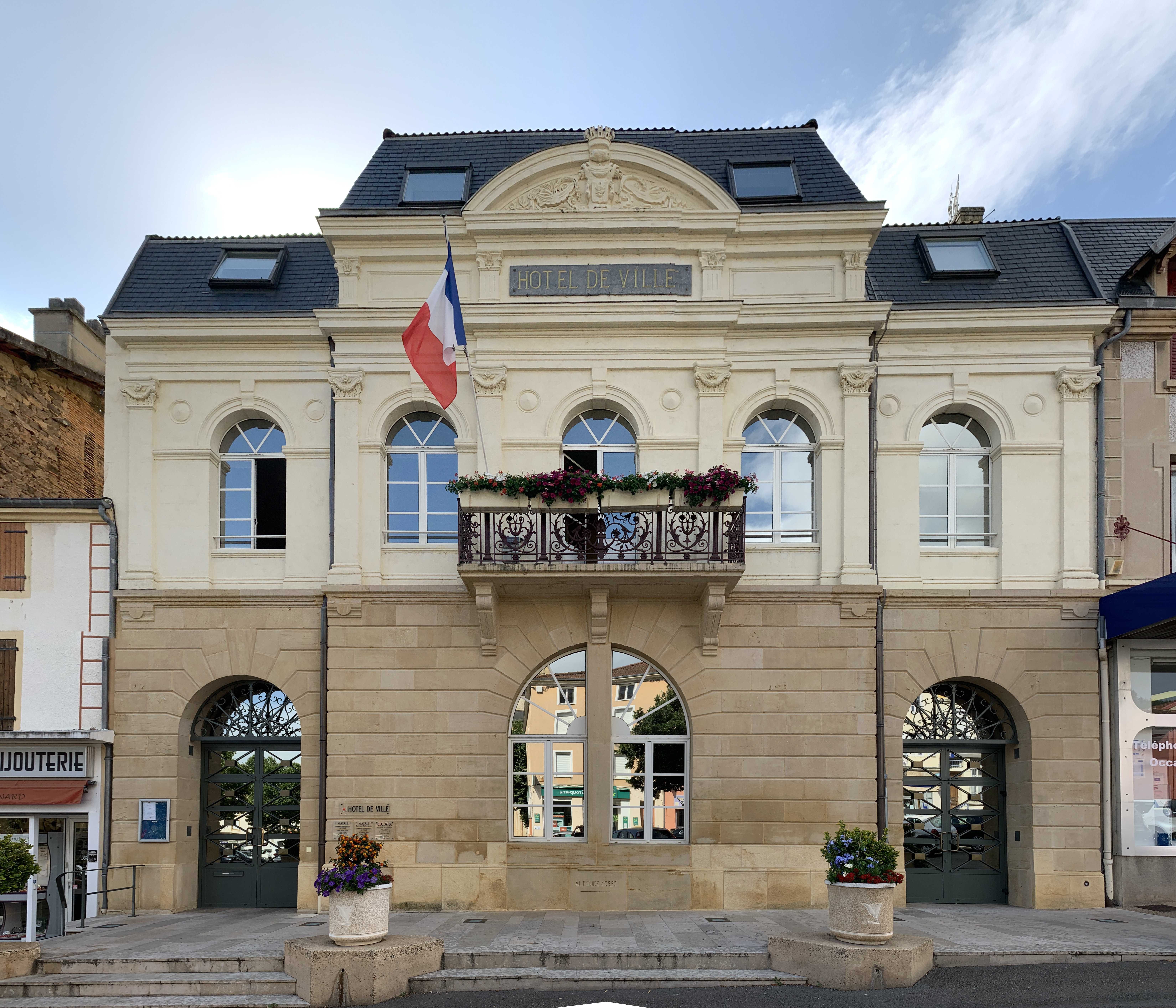
Hôtel de ville.

### Administration municipale
Chaufailles dépend de la sous-préfecture de Saône-et-Loire à Charolles. Le conseil municipal est composé de 27 membres conformément à l’article L2121-2 du Code général des collectivités territoriales.

### Liste des maires
| Période                                  | Période               | Identité               | Étiquette                    | Qualité |
| ---------------------------------------- | --------------------- | ---------------------- | ---------------------------- | --- |
| octobre 1861                             | septembre 1870        | Auguste Goyne          |                              | Propriétaire Conseiller général du canton de Chauffailles (1861 → 1873) |
| septembre 1870                           | mai 1871              | Hippolyte Achaintre    |                              | |
| mai 1871                                 | mars 1873 (démission) | Auguste Goyne          |                              | Propriétaire Conseiller général du canton de Chauffailles (1861 → 1873) |
| avril 1873                               | mai 1892              | Louis Rémy Guyot       | Républicain                  | Notaire Conseiller général du canton de Chauffailles (1874 → 1904) |
| mai 1892                                 | janvier 1895          | Auguste Bonnin         |                              | |
| janvier 1895                             | mai 1900              | Louis Rémy Guyot       | Républicain                  | Notaire Conseiller général du canton de Chauffailles (1874 → 1904) |
| mai 1900                                 | février 1924          | François Lacombe       | Rad.                         | Propriétaire Conseiller général du canton de Chauffailles (1904 → 1924) |
| février 1924                             | mai 1925              | Elie Besson            |                              | |
| mai 1925                                 | juillet 1930          | Joseph Désiguaud       |                              | |
| juillet 1930                             | 1941                  | Charles Jolivet        |                              | |
| 1941                                     | 1944                  | Pierre Mathieu         |                              | |
| octobre 1944                             | mars 1965             | Albert Gorce           | SFIO                         | Imprimeur Conseiller général du canton de Chauffailles (1945 → 1951) Président du conseil général de Saône-et-Loire (1946 → 1949) |
| mars 1965                                | mars 1971             | Henri Ferrère          |                              | |
| mars 1971                                | mars 1977             | Robert Trouillet       | DVD                          | Conseiller général du canton de Chauffailles (1970 → 1988) |
| mars 1977                                | mars 2001             | Jean-Claude Bougreau   | DVD                          | |
| mars 2001                                | 2020                  | Marie-Christine Bignon | FN puis MPF puis DVD puis LR | Chef d'entreprise Conseillère régionale de Bourgogne (2004 → 2008) Conseillère générale (2008 → 2015) puis départementale du canton de Chauffailles (2015 → 2021) 6e vice-présidente du conseil départemental de Saône-et-Loire (2015 → 2021) Présidente de la CC La Clayette Chauffailles en Brionnais (2017 → 2020 ) |
| Juin 2020                                | En cours              | Stéphanie Dumoulin     | SE                           | Conseillère municipale de 2001 à 2014. Présidente de la Communauté de Commune BRIONNAIS SUD BOURGOGNE depuis 2021 |
| Les données manquantes sont à compléter. |                       |                        |                              | |

### Canton et intercommunalité
Cette commune est le chef-lieu du canton de Chauffailles, comptant 8 243 habitants en 1999. En intercommunalité, elle fait partie de la communauté de communes La Clayette Chauffailles en Brionnais. Marie-Christine Bignon est conseiller général de ce canton depuis 2008.

### Instance judiciaire et administrative
Dans le domaine judiciaire, la commune dépend aussi de la commune de Mâcon qui possède un tribunal d'instance et de grande instance, d'un tribunal de commerce et d'un conseil des prud'hommes. Pour le deuxième degré de juridiction, elle dépend de la cour d'appel de Dijon et de la Cour administrative d'appel de Lyon.

### Jumelages
Chauffailles figure parmi les quinze premières communes de Saône-et-Loire à avoir établi – puis officialisé – des liens d'amitié avec une localité étrangère.
La ville de Chauffailles est jumelée avec :
- Hauenstein (Allemagne) depuis 1970[29] ;
- Belvaux (Luxembourg) ;
- Novopolotsk (Biélorussie) de 2010 à 2022 (pacte d'amitié résilié à la suite de l'invasion de l'Ukraine)[30],[31].

## Population et société

### Démographie

#### Évolution démographique
L'évolution du nombre d'habitants est connue à travers les recensements de la population effectués dans la commune depuis 1793. Pour les communes de moins de 10 000 habitants, une enquête de recensement portant sur toute la population est réalisée tous les cinq ans, les populations de référence des années intermédiaires étant quant à elles estimées par interpolation ou extrapolation. Pour la commune, le premier recensement exhaustif entrant dans le cadre du nouveau dispositif a été réalisé en 2008.

En 2022, la commune comptait 3 656 habitants, en évolution de −1,64 % par rapport à 2016 (Saône-et-Loire : −1,06 %, France hors Mayotte : +2,11 %).
| 1793  | 1800  | 1806  | 1821  | 1831  | 1836  | 1841  | 1846  | 1851  |
| ----- | ----- | ----- | ----- | ----- | ----- | ----- | ----- | ----- |
| 2 037 | 2 105 | 2 036 | 2 501 | 2 718 | 3 592 | 3 570 | 3 705 | 3 826 |

| 1856  | 1861  | 1866  | 1872  | 1876  | 1881  | 1886  | 1891  | 1896  |
| ----- | ----- | ----- | ----- | ----- | ----- | ----- | ----- | ----- |
| 3 996 | 3 979 | 4 120 | 4 240 | 4 524 | 4 462 | 4 473 | 4 415 | 4 888 |

| 1901  | 1906  | 1911  | 1921  | 1926  | 1931  | 1936  | 1946  | 1954  |
| ----- | ----- | ----- | ----- | ----- | ----- | ----- | ----- | ----- |
| 4 232 | 4 046 | 3 921 | 3 554 | 3 827 | 4 002 | 3 625 | 3 381 | 3 453 |

| 1962  | 1968  | 1975  | 1982  | 1990  | 1999  | 2006  | 2008  | 2013  |
| ----- | ----- | ----- | ----- | ----- | ----- | ----- | ----- | ----- |
| 4 018 | 4 479 | 4 955 | 4 831 | 4 485 | 4 119 | 3 998 | 3 962 | 3 768 |

| 2018  | 2022  | - | - | - | - | - | - | - |
| ----- | ----- | - | - | - | - | - | - | - |
| 3 700 | 3 656 | - | - | - | - | - | - | - |

#### Pyramide des âges
La population de la commune est relativement âgée. En 2018, le taux de personnes d'un âge inférieur à 30 ans s'élève à 24,1 %, soit en dessous de la moyenne départementale (30,4 %). À l'inverse, le taux de personnes d'âge supérieur à 60 ans est de 44,4 % la même année, alors qu'il est de 32,7 % au niveau départemental.
En 2018, la commune comptait 1 779 hommes pour 1 921 femmes, soit un taux de 51,92 % de femmes, légèrement supérieur au taux départemental (51,46 %).
Les pyramides des âges de la commune et du département s'établissent comme suit.
| Hommes | Classe d’âge | Femmes |
| ------ | ------------ | ------ |
| 1,1    | 90 ou +      | 4,2    |
| 14,1   | 75-89 ans    | 18,8   |
| 24,7   | 60-74 ans    | 25,4   |
| 20,1   | 45-59 ans    | 18,7   |
| 13,0   | 30-44 ans    | 11,5   |
| 13,4   | 15-29 ans    | 9,8    |
| 13,5   | 0-14 ans     | 11,6   |

| Hommes | Classe d’âge | Femmes |
| ------ | ------------ | ------ |
| 1      | 90 ou +      | 2,7    |
| 9,3    | 75-89 ans    | 12,5   |
| 20,7   | 60-74 ans    | 21,2   |
| 20,6   | 45-59 ans    | 20     |
| 16,5   | 30-44 ans    | 15,8   |
| 15,1   | 15-29 ans    | 12,8   |
| 16,7   | 0-14 ans     | 15     |

## Logement
Il existe (en 2014) 2 276 logements à Chauffailles, 1 818 sont des résidences principales, 143 des résidences secondaires et 314 sont vacants. Le nombre de maisons est de 1 582 et celui des appartements de 684. Le nombre moyen de pièces des résidences principales est  de 4,2. Dans ces mêmes résidences principales 61,1 % des occupants sont propriétaires de leur logement, 37,8 % sont locataires et 1,1 % sont logés gratuitement.  26,5 % des ménages habitent leur logement depuis 30 ans ou plus et 28,9% depuis moins de 4 ans.

## Enseignement
- Écoles maternelles : Bourgogne (public), Pierre-Faure (privé).
- Écoles primaires : Gabrielle-Colette (public), Pierre-Faure (privé).
- Collèges : Jean-Mermoz (public), Pierre-Faure (privé).

## Loisirs
- L'Espace Culturel du Brionnais a ouvert ses portes en 2005.

## Culte
Chauffailles est le siège de la paroisse de la Nativité, paroisse regroupant onze villages : Chauffailles, Anglure-sous-Dun, Chassigny-sous-Dun, Châteauneuf, Coublanc, Mussy-sous-Dun, Saint-Edmond, Saint-Igny-de-Roche, Saint-Martin-de-Lixy, Saint-Maurice-lès-Châteauneuf et Tancon.

### Sports
- Basket

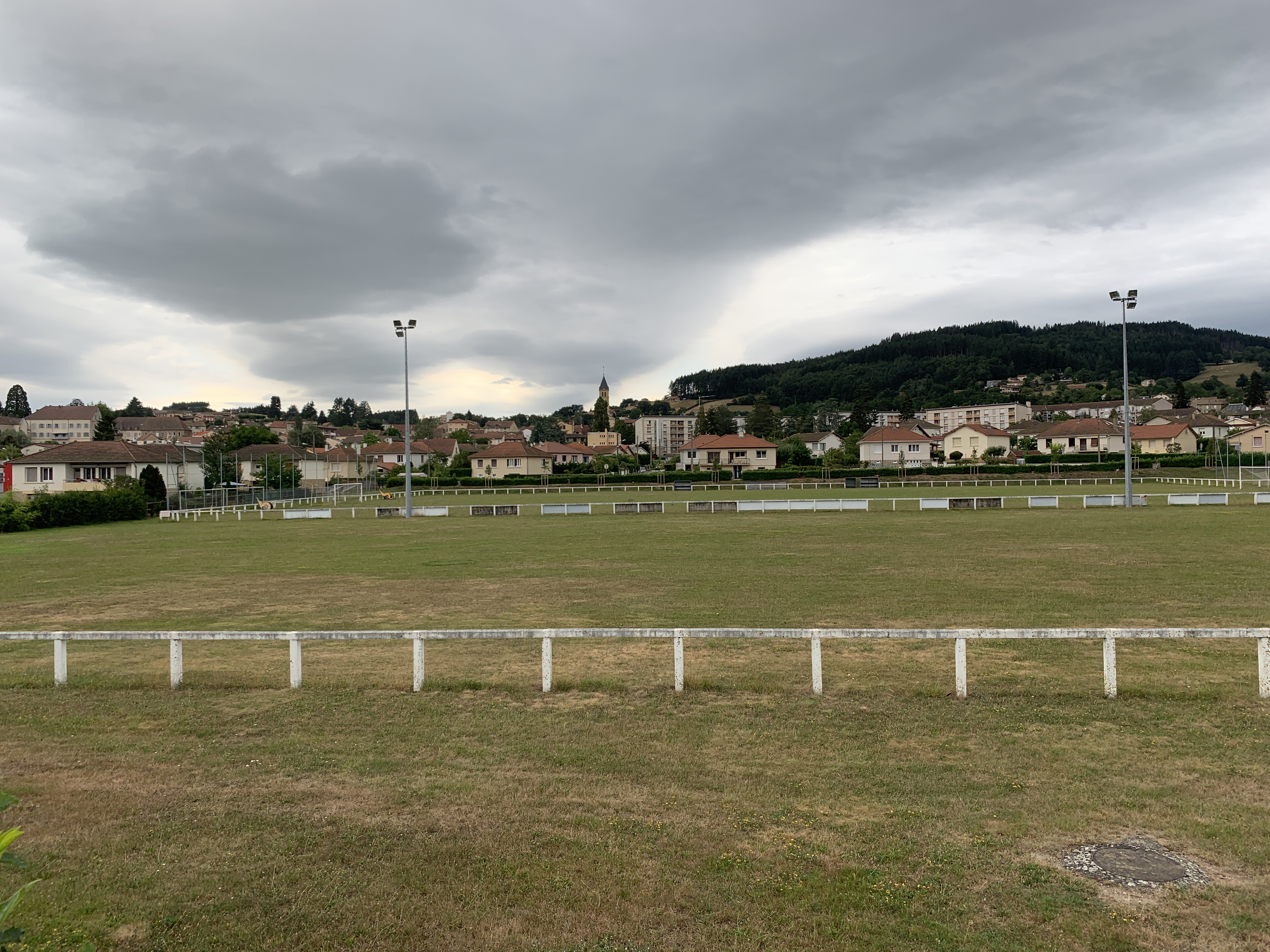
Terrains de football et de rugby.

- Botoret Badminton Club (badminton)
- Club de Tennis de table de Chauffailles (tennis de table)
- E.S.C. Football « Club Olympique Chauffailles » (football)
- E.S.C Natation (natation)
- Echecs
- Combat Club de Chauffailles (boxe thaï, pancrace et grappling)
- Cyclisme ESC (cyclisme)
- Judo
- Karaté
- Lutte
- Pétanque Club
- Rugby
- Spéléo Club Argilon (spéléologie et canyoning)
- Sports de Boule
- Tennis Club Chauffailles (tennis)

## Économie

### Catégories socioprofessionnelles des ménages
Le tableau renseigne les données selon la personne de référence. Les sources sont tirées de l'INSEE et datent de 2014.
| catégorie socio-professionnelle                   | nombre de ménages | %        | population des ménages | %        |
| ------------------------------------------------- | ----------------- | -------- | ---------------------- | -------- |
| Ensemble                                          | 1 814             | 100,00 % | 3 582                  | 100,00 % |
| Agriculteurs exploitants                          | 8                 | 0,4 %    | 8                      | 0,2 %    |
| Artisans, commerçants, chefs d'entreprise         | 99                | 5,4 %    | 255                    | 7,1 %    |
| Cadres et professions intellectuelles supérieures | 55                | 3,1 %    | 130                    | 3,6 %    |
| Professions intermédiaires                        | 123               | 6,8 %    | 299                    | 8,3 %    |
| Employés                                          | 151               | 8,3 %    | 323                    | 9,0 %    |
| Ouvriers                                          | 403               | 22,2 %   | 1 037                  | 29,0 %   |
| Retraités                                         | 943               | 52,0 %   | 1 467                  | 41,0 %   |
| Autres personnes sans activité professionnelle    | 32                | 1,8 %    | 63                     | 1,8 %    |

Source : Insee (dossier complet), RP2014 exploitation complémentaire, géographie au 01/01/2016. 

### Nombre de salariés par secteur d'activité et taille de l'établissement
La tableau donne le nombre  de postes salariés au 31 décembre 2015.
|                                                              | Total | %     | 1 à 9 salarié(s) | 10 à 19 salariés | 20 à 49 salariés | 50 à 99 salariés | 100 salariés ou + |
| ------------------------------------------------------------ | ----- | ----- | ---------------- | ---------------- | ---------------- | ---------------- | ----------------- |
| Ensemble                                                     | 1 442 | 100,0 | 375              | 250              | 475              | 239              | 103               |
| Agriculture, sylviculture et pêche                           | 103   | 7.1   | 0                | 0                | 0                | 0                | 103               |
| Industrie                                                    | 292   | 20.2  | 41               | 13               | 144              | 94               | 0                 |
| Construction                                                 | 78    | 5.4   | 36               | 42               | 0                | 0                | 0                 |
| Commerce, transport, services divers                         | 676   | 46.9  | 258              | 129              | 223              | 66               | 0                 |
| dont commerce et réparation automobile                       | 258   | 17.9  | 117              | 75               | 0                | 66               | 0                 |
| Administration publique, enseignement, santé, action sociale | 293   | 20.3  | 40               | 66               | 108              | 79               | 0                 |

Source : INSEE dossier complet ; Champ : ensemble des activités

## Culture locale et patrimoine

### Lieux et monuments
- le château de Chauffailles ;
- l'église Saint-André, entièrement reconstruite au XIXe siècle dans le style néo-classique (d'après un plan de l'architecte Berthier) et ouverte aux paroissiens le 20 août 1839[38].  Certains vitraux sont de Lucien Bégule[39] ;
- le monument aux morts ;
- le Musée du tissage. Il présente des métiers à tisser encore fonctionnels, du métier à bras jusqu’au métier mécanique, ainsi que des machines permettant le dévidage, le cannetage ou encore l’ourdissage[40] ;
- l'usine et sheds Van de Walle (sheds détruits en février 2013[41]).

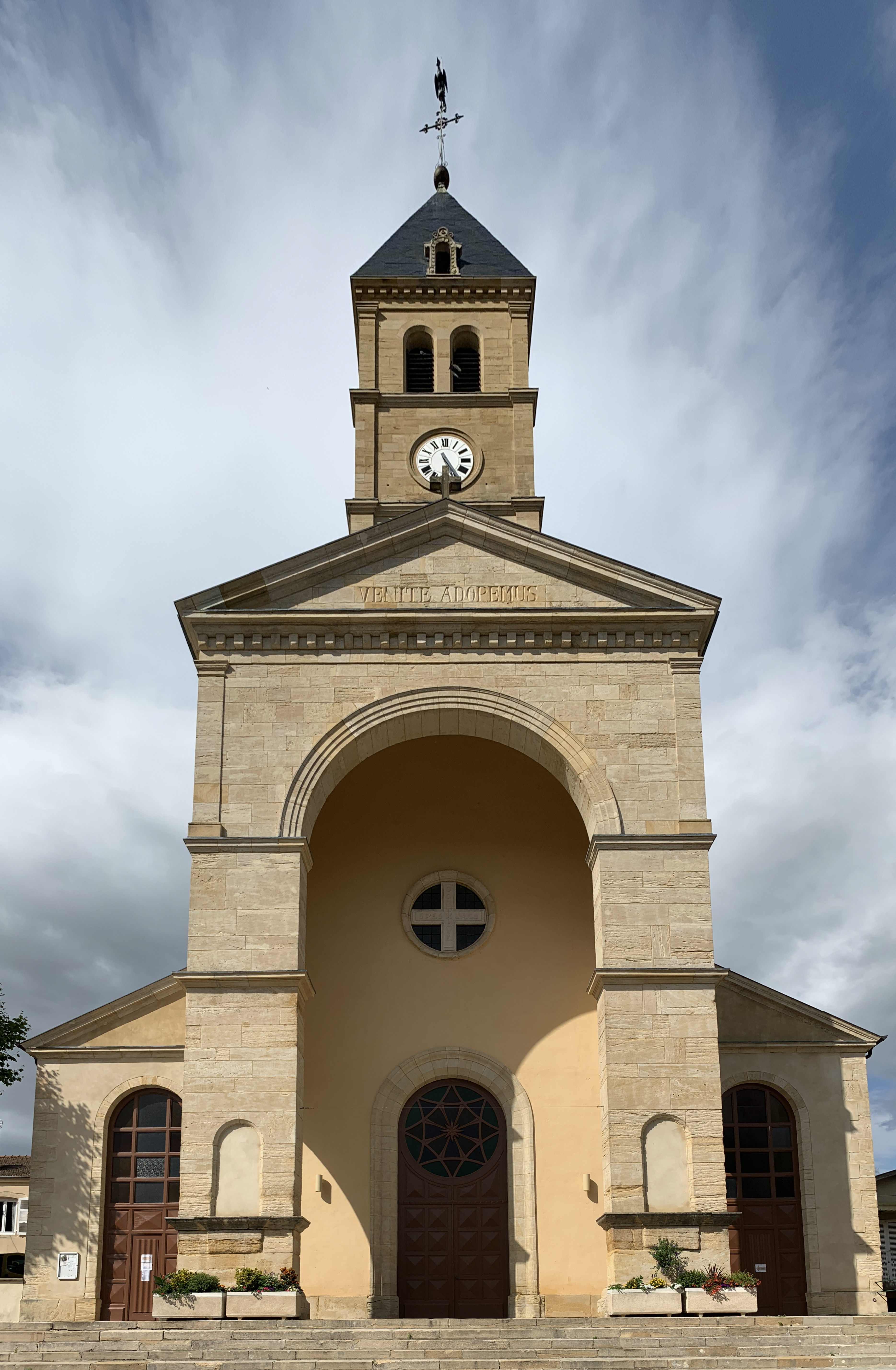
Église Notre-Dame-de-la-Nativité.
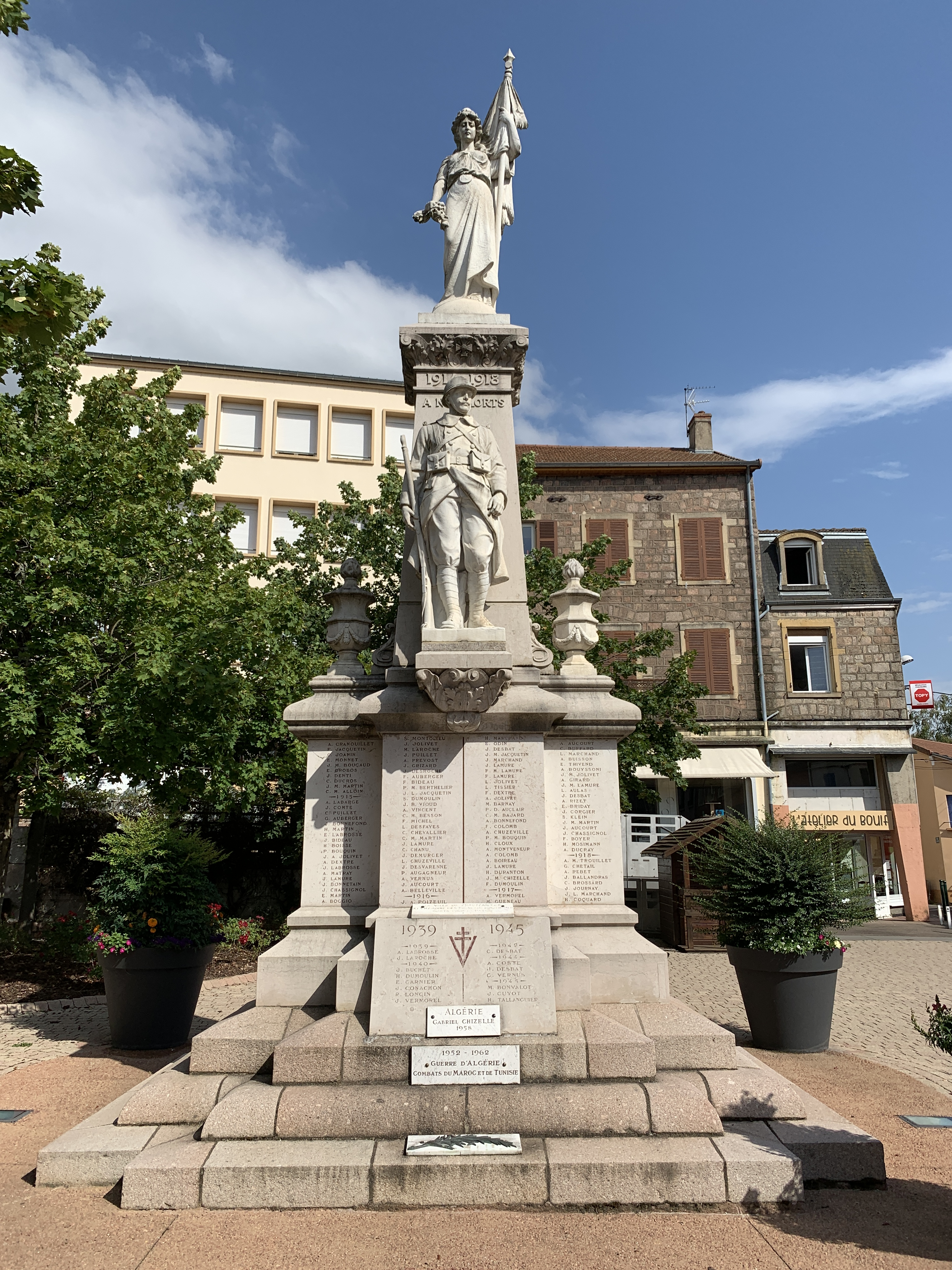
Monument aux morts.
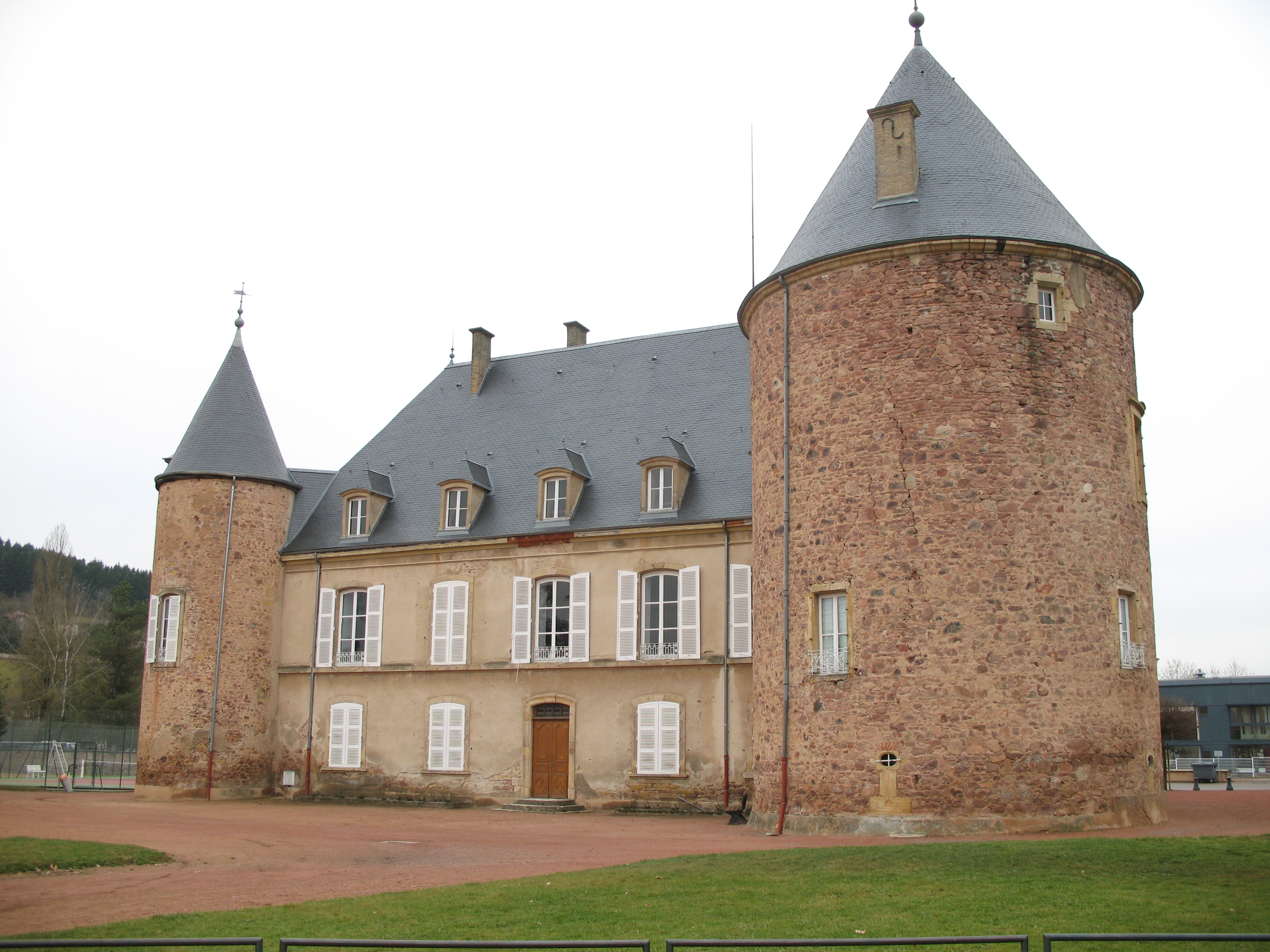
Château de Chauffailles.

### Personnalités liées à la commune
- Reine Antier (1801-1883), en religion sœur Augustine, fondatrice des Sœurs de l'Enfant-Jésus de Chauffailles, décédée à Chauffailles.
- Jean-Christophe Sarnin (né en 1976), nageur, qui a débuté au sein du club de natation de Chauffailles.

### Héraldique
Chauffailles a pour armes un blason dont la définition héraldique est la suivante : « de gueules à trois coquilles d'or à la filière du même. » Ces armes sont une brisure de celles des Amanzé (« de gueules à trois coquilles d'or »), seigneurs de Chauffailles de 1380 à 1718.

## Pour approfondir